# Justine Suissa
Justine Suissa (* 1970) ist eine britische Singer-Songwriterin.

## Leben
1999 wurde Justine von Chicane als Sängerin für die Single Autumn Tactics angefragt, die ein Jahr später auf dem Album Behind The Sun veröffentlicht wurde. Seither hat sie mit mehreren bekannten DJs wie Armin van Buuren, Markus Schulz und Robbie Rivera (als Keylime) zusammengearbeitet.
Sie ist jedoch hauptsächlich bekannt für ihre Zusammenarbeit mit Above & Beyond unter dem Namen OceanLab. Zusammen mit dem britischen Trio veröffentlichte sie 2008 das Album Sirens of the Sea. Einige ihrer größten Hits waren "Clear Blue Water", "Satellite", "Sky Falls Down" oder "Beautiful Together" und wurden unter anderem von Ferry Corsten, Signum und Armin Van Buuren geremixt.

## Diskografie

### Alben
- OceanLab – Sirens of the Sea (2008)
- OceanLab – Sirens of the Sea: Remixed (2009)

### Singles
- Chicane feat. Justine Suissa – Autumn Tactics (2000)
- OceanLab – Clear Blue Water (2001)
- OceanLab – Sky Falls Down (2002)Above & Beyond
- Silvester feat. Justine Suissa – One More Step to Heaven (2003)
- Armin van Buuren feat. Justine Suissa – Burned with Desire (2003)
- Robbie Rivera feat. Justine Suissa (als Keylime) – Girlfriend (2003)
- Armin van Buuren feat. Justine Suissa – Never Wanted This (2003)
- Masters & Nickson feat. Justine Suissa – Out There (5th Dimension) (2003)
- OceanLab – Beautiful Together (2003)
- OceanLab – Satellite (2004)
- Markus Schulz pres. Elevation feat. Justine Suissa – Somewhere (Clear Blue) (2004)
- OceanLab – Sirens of the Sea (2005)
- Armin van Buuren feat. Justine Suissa – Wall of Sound (2005)
- Armin van Buuren feat. Justine Suissa – Simple Things (2006)
- Robbie Rivera feat. Justine Suissa – Float Away (2006)
- OceanLab – Miracle (2008)
- OceanLab – Breaking Ties (2008)
- OceanLab – On a Good Day (2009)
- OceanLab – Lonely Girl (2009)
- Markus Schulz feat. Justine Suissa – Perception (2010)
- OceanLab vs. Mike Shiver – If I Could Fly On The Surface (2010)
- Boom Jinx – Phoenix From the Flames (2011)
- Above & Beyond ft. Justine Suissa – Alright Now (Above & Beyond Club Mix) (2016 – Premiere während ABGT200 Ziggo Dome Amsterdam)
- Above & Beyond and Justine Suissa − Almost home